# Келасурская стена

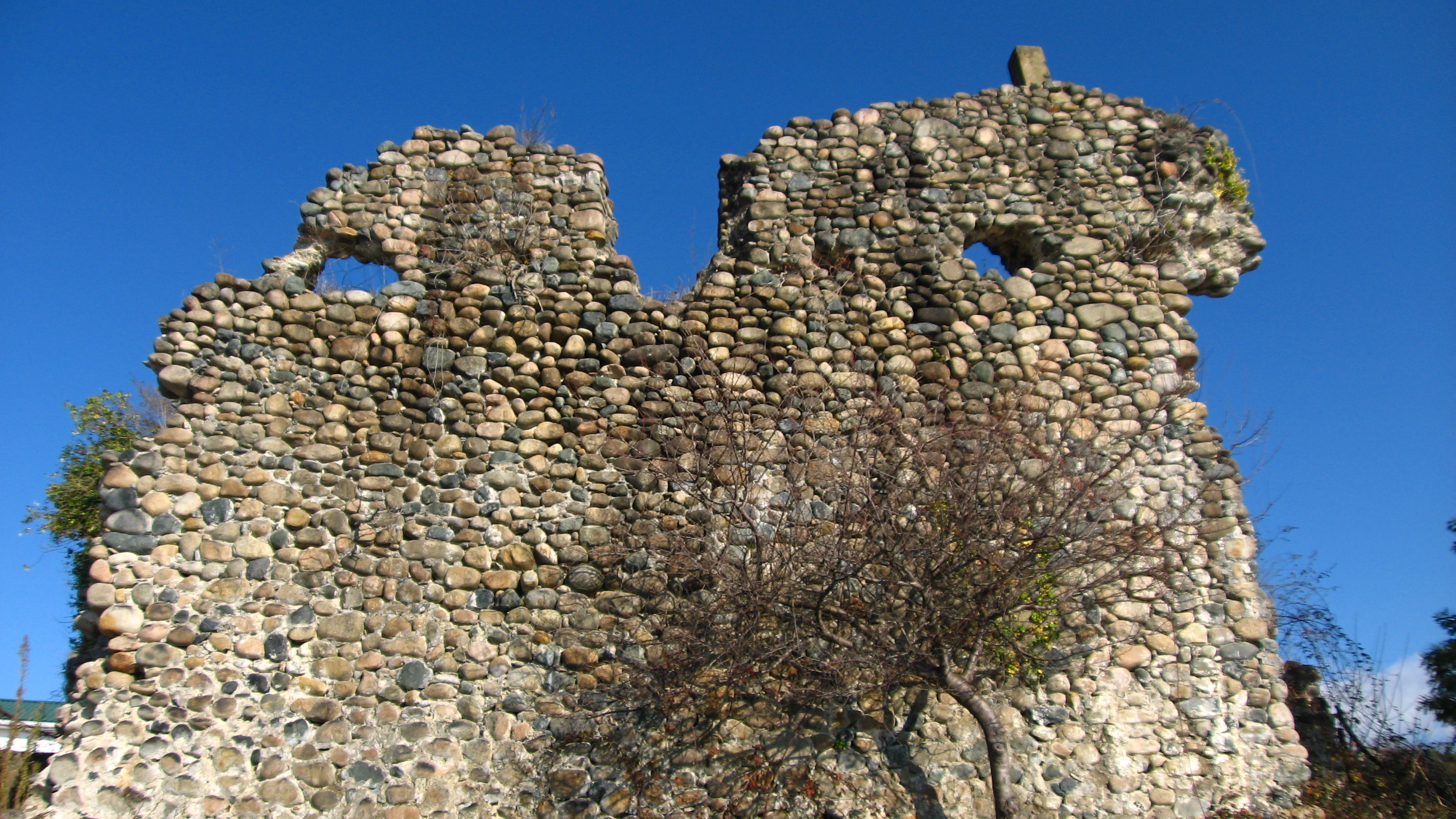
Руины Келасурской башни

Келасу́рская стена (абх. Кьалашәыр агәар, также Великая абхазская стена, ) — руинированное оборонительное сооружение, которое протянулось от реки Келасур по ущельям и горам Абхазии вплоть до устья реки Ингури.

## Описание

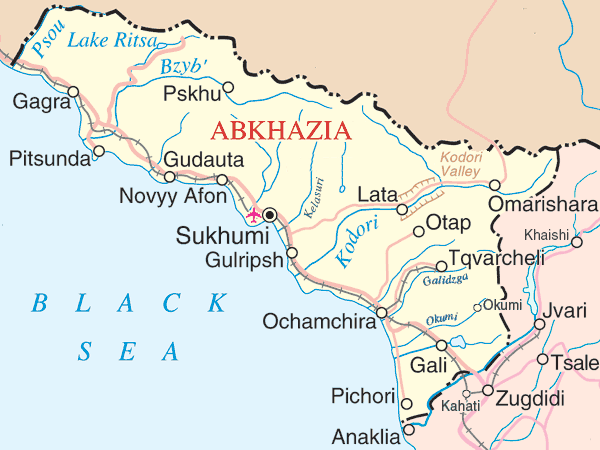
Стена начинается близ устья реки Келасури и заканчивается на правом берегу реки Ингури

Длина стены составляет 160 км, что превышает другие кавказские аналоги (Дербентская стена), но уступает длине великой горганской стены. Число башен вдоль стены оценивается по-разному, вплоть до нескольких сотен. Каждая такая башня была миниатюрной крепостью, высотой 8—12 м с тремя рядами бойниц. Сегодня от внушительного средневекового оборонительного сооружения, опоясывающего Сухум, остались редкие развалины отдельных башен и крепостей.
Развалины прямоугольной в плане Келасурской башни из валунов, скреплённых известковым раствором, сохранились сразу за восточной границей Сухума, у устья реки Келасур. Больше всего оборонительных сооружений сосредоточено в начале стены — от реки Келасур до реки Моква. На эти почти 60 км приходится более 200 башен, из которых около 100 — в хорошем состоянии, остальные сильно разрушены. Расстояние между башнями 40—120 м, в пересечённой местности — 300 м и более. На протяжении оставшегося расстояния до Ингура стоят лишь 4 отдельные башни.

## История
Существует несколько версий возникновения этого сооружения: мингрельская, византийская, персидская и абхазская.
Согласно мингрельской версии, Келасурскую стену построил в 1640—1650-х годах владетельный князь Мегрелии Леван II Дадиани для защиты своих владений от нападений со стороны своих бывших вассалов — правителей Абхазии. Профессор Ю. Н. Воронов по поводу этой стены писал следующее:

В последний период своего правления (1640—1657) Леван был вынужден перейти к организованной обороне своих владений, выразившейся в возведении и укреплении фортификационных сооружений на границе с Абхазией. Арканджело Ламберти сообщал, что владетели Мегрелии «с весьма большими расходами возвели стену длиною в 60 тысяч шагов, и на известном расстоянии в ней находятся башни, охраняемые значительными отрядами стрелков». На карте другого итальянского миссионера, Кастелли, над выразительным изображением Келасурской стены имеется надпись: «Стена в 60 тысяч шагов, для сдерживания абхазов предназначенная». Вахушти по этому поводу писал: «К востоку от Анакопии от моря до гор Леван Дадиани провёл стену большую, дабы абхазцы не могли спуститься в Мегрелию».

Про строительство Келасурской стены помимо католического миссионера Арканджело Ламберти, жившего в Колхиде с 1635 по 1653 год, также писал грузинский историк и географ середины XVIII века Вахушти Багратиони.
Профессор Заза Алексидзе, основываясь на результатах исследований учёных и археологов, а также сохранившихся письменных источников, обнаруженных им самим, считает, что стена строилась в VI веке во время правления византийского императора Юстиниана из камня и должна была защитить страну от вторжения племён с Северного Кавказа. В то время как Леван II Дадиани лишь достроил стену деревянными сооружениями в XVII веке.